# 이승훈 (1984년)
이승훈(1984년 8월 8일 ~ )은 대한민국의 배우이다.

## 출연 작품

### 영화
- 《현도가》 (2015, 단편) - 승훈 역
- 《치명도수: RESET》 (2016) - 중앙통제실보안요원 역
- 《변산》 (2018) - 올림픽 금메달 역
- 《휴게소》 (2018) - 청년 역
- 《아워 미드나잇》 (2021) - 지훈 역
- 《공조 2: 인터내셔날》 (2022) - 안오덕 역
- 《데시벨》 (2022) - 김 중위 역